# Fedor Dan
Pour les articles homonymes, voir Dan.
Fedor Il'ich Dan (russe : Фёдор Ильич Дан), également appelé Théodore Dan, né en 1871 à Saint-Pétersbourg, mort le 22 janvier 1947 à New York, est une personnalité politique socialiste russe du parti menchevique.

## Biographie
Né dans une famille juive, son véritable nom est Gurvitch. Alors qu'il est encore un jeune homme, il rejoint l'Union de lutte pour l'émancipation de la classe ouvrière. Il est arrêté en 1896 et exilé en Oryol pour trois années. À son retour il rejoint le Parti ouvrier social-démocrate de Russie (POSDR) et va à Londres pour son second congrès en 1903. Dan s'aligne sur Julius Martov qui veut un large parti de militants, contrairement à la conception de Lénine d'un parti plus restreint de révolutionnaires professionnels. Dan aide Martov à former la tendance menchevik du POSDR, en retournant en Russie en 1913. 
Habitant à Saint-Pétersbourg, il édite des publications mencheviques jusqu'à être confronté à l'exil à Minousinsk  (gouvernement du Ienisseï) à la suite du déclenchement de la Première Guerre mondiale. Il est libéré en 1915 et accepte de servir dans l'armée en tant que chirurgien. Il retourne à Saint-Pétersbourg à la suite de la révolution de Février et plaide pour la participation des mencheviks dans le gouvernement provisoire. Il soutient également la poursuite de la guerre contre l'Allemagne et l'Autriche.
En 1917, il est le leader des mencheviks dans le præsidium du Soviet de Petrograd. Il s'oppose à la prise du pouvoir par les bolcheviks en octobre et il est membre du petit groupe d'opposition menchevik au sein de l'Assemblée constituante. Après son interdiction, il continue de dénoncer la réduction des libertés politiques. Il est arrêté en 1921 et envoyé en exil. 
Il s'oppose au régime de l'Union soviétique, considérant que les bolcheviks ont mis en place un « capitalisme industriel d’État » qui « contredit d’une façon si évidente la doctrine de Marx ». Mais lorsque le pays est attaqué en 1941, Dan apporte son soutien. Dans son livre Les Origines du bolchevisme (1943), il estime que le bolchevisme était le défenseur du socialisme, tout en plaidant la cause de la libéralisation politique en Union soviétique.

## Source
- (en) Cet article est partiellement ou en totalité issu de l’article de Wikipédia en anglais intitulé « Fyodor Dan » (voir la liste des auteurs).